# زوران رانکیچ
زوران رانکیچ (سیریلیک صربی: Зоран Ранкић؛ ۹ اوت ۱۹۳۵ – ۹ دسامبر ۲۰۱۹) بازیگر، نویسنده اهل صربستان بود. او در ۸۴ سالگی در بلگراد درگذشت.